# Schweiggers
Schweiggers – gmina targowa w Austrii, w kraju związkowym Dolna Austria, w powiecie Zwettl. Według Austriackiego Urzędu Statystycznego liczyła 1 972 mieszkańców (1 stycznia 2014).